# Earl Soham
Earl Soham est un village et une paroisse civile du Suffolk, en Angleterre.